# Aitchisoniella himalayensis
Aitchisoniella himalayensis là một loài rêu tản thuộc họ Exormothecaceae. Đây là loài đặc hữu của Ấn Độ. Môi trường sống tự nhiên của chúng là vùng nhiều đá và sa mạc lạnh. Chúng hiện đang bị đe dọa vì mất nơi sống.